# Bianchetta Genovese
Die Weißweinsorte Bianchetta Genovese wird in der italienischen Region Ligurien kultiviert. Zugelassen ist die Sorte in der Metropolitanstadt Genua. Sie wird zumeist im Verschnitt mit Weinen der Rebsorten Albarola, Rollo, Bosco und Vermentino verwendet, kann aber auch lokal als Tafeltraube vermarktet werden. Anfang der 1990er Jahre betrug die bestockte Rebfläche 339 Hektar. 
Sie findet in fast sortenreiner Form Eingang in den DOC Wein Golfo del Tigullio-Portofino.
Siehe auch den Artikel Weinbau in Italien sowie die Liste von Rebsorten. In Venetien gibt es eine Rebsorte namens Bianchetta Trevigiana.

## Ampelographische Sortenmerkmale
In der Ampelographie wird der Habitus folgendermaßen beschrieben:
- Die Triebspitze ist offen. Sie ist stark weißwollig behaart. Die hellgrünen Jungblätter sind auf der Unterseite schwach wollig behaart.
- Die mittelgroßen Blätter sind  meist fünflappig und nur schwach gebuchtet (siehe auch den Artikel Blattform). Die Stielbucht ist leicht lyren-förmig offen. Das Blatt ist stumpf gezahnt. Die Zähne sind im Vergleich der Rebsorten mittelgroß.
- Die konus- bis walzenförmige Traube ist mittelgroß und dichtbeerig. Die leicht elliptischen Beeren sind dickschalig, mittelgroß und von goldgelblicher Farbe.

Bianchetta Genovese reift ca. 25 Tage nach dem Gutedel und gehört damit zu den spätreifenden Rebsorten der frühen dritten Reifungsperiode (siehe das Kapitel im Artikel Rebsorte).  Bianchetta Genovese ist eine Varietät der Edlen Weinrebe (Vitis vinifera). 

## Synonyme
Bianchetta Genovese ist auch unter den Synonymen Bianchetta, Bianchetta bianca, Bianchetta del Genovesato, Bianchetto, Gianchetta, Gianchetto, Giunchetta und Giunchetto bekannt.